# Doddasomanahalli, Magadi
Doddasomanahalli là một làng thuộc tehsil Magadi, huyện Ramanagara, bang Karnataka, Ấn Độ.